# Mi vida es mi vida
Mi vida es mi vida (Five Easy Pieces) es una película estadounidense de 1970 dirigida por Bob Rafelson.
La película fue candidata a diferentes categorías de los Oscars: al mejor actor (Jack Nicholson), a la mejor actriz de reparto (Karen Black), a la mejor película y al mejor guion adaptado.

## Argumento
Bobby Dupea (Jack Nicholson) trabaja en una plataforma petrolífera y dedica su tiempo libre a beber cerveza y jugar al póker. Atormentado, mujeriego y hosco, desprecia a su novia Rayette (Karen Black) -bonita pero tonta- y huye de su pasado como niño prodigio del piano. Cuando vuelve al hogar familiar a visitar a su padre moribundo conoce a la mujer de su hermano, la sofisticada Catherine (Susan Anspach), de quien se enamora.

## Reparto
- Jack Nicholson - Robert "Bobby" Dupea
- Karen Black - Rayette Dipesto
- Susan Anspach - Catherine Van Oost
- Lois Smith - Partita "Tita" Dupea
- Ralph Waite - Carl Dupea
- Billy Green Bush - Elton
- Sally Ann Struthers - Shirley "Betty"
- Helena Kallianiotes - Palm Apodaca
- Toni Basil - Terry Grouse
- Fannie Flagg - Stoney
- William Challee - Nicholas Dupea
- Irene Dailey - Samia Glavia
- John P. Ryan - Spicer
- Marlena MacGuire - Twinky
- Lorna Thayer - Mesera
- Richard Stahl - Ingeniero de Grabación